# Golz
Golz je naselje občine Višprijska dolina v okraju Šmohor na Koroškem v Avstriji.